# Biotechnology and Bioprocess Engineering
Biotechnology and Bioprocess Engineering – międzynarodowe, recenzowane czasopismo naukowe, publikujące w dziedzinie biotechnologii.
Czasopismo to wydawane jest przez Springer Science+Bussiness Media i Korean Society for Biotechnology and Bioengineering. Ukazuje się od 1986. Tematyką obejmuje szeroko rozumianą biotechnologię i bioinżynierię, w tym: biologię stosowaną, biochemię, biologię molekularną, mikrobiologię, inżynierię biomolekularną, biokatalizę, biotransformację, inżynierię metaboliczna, bioseparację, kontrolę bioprocesów, inżynierię systemową, nanobiotechnologię, biosenseorykę i bioelektronikę, inżynierię hodowli komórkowych, biotechnologię środowiskową, biotechnologię spożywczą, farmaceutykę i biomateriały
Impact factor pisma w 2014 roku wyniósł 1,113.